# Château de San Sebastián
Le château de San Sebastián (en espagnol : Castillo de San Sebastián) est une forteresse située à Cadix, en Espagne, au bout de la plage de La Caleta, sur une petite île séparée de la ville principale. Il a été déclaré Bien d'intérêt culturel.
Le château englobe également un phare.